# Ekohistorija
Ekohistorija ili ekopovijest (povijest okoliša) proučava prošle ekosustave, te povijest interakcije čovjeka i prirode na različitim razinama. Ekohistorija tradicionalno istražuje svoj predmet na tri razine: 1) ekološkoj – značajke i funkcije nekog ekosustava koji obuhvaća biotičke i abiotičke sastavnice, 2) proizvodnoj – međuodnosi socioekonomske djelatnosti i prirodne sredine i 3) ideološkoj – značajke i promjene shvaćanja prirodne okoline. Zato je temeljna epistemološka orijentacija ekohistorije interdisciplinarnost i transdisciplinarnost u širokom rasponu, od geologije i klimatologije do antropologije i teologije.
U Hrvatskoj se područjem ekohistorije bave strukovna udruga Društvo za hrvatsku ekonomsku povijest i ekohistoriju te časopis Ekonomska i ekohistorija. Časopis i društvo su osnovani 2005.

## Mrežne stranice vezane uz povijest okoliša
- American Society for Environmental History  Arhivirana inačica izvorne stranice od 1. lipnja 2009. (Wayback Machine)
- Svi brojevi časopisa "Ekonomska i ekohistorija"
- Australian and New Zealand Environmental History Network  Arhivirana inačica izvorne stranice od 10. lipnja 2007. (Wayback Machine)
- CRUMLEY, Carole L. (1987) "Historical Ecology" — en Regional dynamics: Burgundian landscapes in historical perspective / edited by Carole L. Crumley and William H. Marquardt — San Diego : Academic Press, c1987.
- de VRIES, Jan (1985): "Analysis of Historical Climate-Society Interaction" — Scientific Committee On Problems of the Environment (SCOPE): SCOPE 27: Climate Impact Assessment - Studies of the Interaction of Climate and Society, Part III. Social and Economic Impacts and Adjustments, 11.
- Environmental History on the Internet
- European Society for Environmental History
- Forest History Society
- Mrežne stranice Društva za hrvatsku ekonomsku povijest i ekohistoriju